# Maguy Rwakabuba
Maguy Rwakabuba est une femme politique congolaise, députée nationale depuis le 28 janvier 2019 pour le territoire de Rutshuru dans le Nord-Kivu. 
Présidente de l'Union des démocrates pour la concorde nationale (UDCN), elle a occupé plusieurs postes ministériels au sein des gouvernements congolais, dont celui de vice-ministre du budget dans le gouvernement Tshibala (2017-2019), ainsi que celui de vice-ministre de la santé dans le gouvernement Badibanga (2016-2017).

## Biographie
De son nom complet Maguy Rwakabuba Ribagiza, elle est la fille de l'ancien ministre Cyprien Rwakabuba Shinga, décédé en 2008. Elle est native du territoire de Rutshuru dans le Nord-Kivu et est issue de l'ethnie Tutsi,. 
Maguy Rwakabuba fait son entrée au gouvernement en mars 2012 lorsqu'elle devient vice-ministre de l'Enseignement primaire, secondaire et professionnel au sein du gouvernement Matata I, sous la présidence de Joseph Kabila. 
En décembre 2014, elle fait partie du second gouvernement d'Augustin Matata Ponyo, occupant cette fois-ci la fonction de vice-ministre de l'Énergie. À partir de décembre 2016, elle devient vice-ministre de la santé dans le nouveau gouvernement Badibanga, puis vice-ministre du budget dans le gouvernement Tshibala à partir de mai 2017.
En 2018, elle fait partie des membres du gouvernement épinglés par le magazine Jeune Afrique pour détenir une double nationalité alors que la loi congolaise l'interdit. Le journal précise que la vice-ministre détient la nationalité belge depuis le 12 octobre 2001. 
Présidente du parti politique Union des démocrates pour la concorde nationale (UDCN),, Maguy Rwakabuba est élue députée nationale pour le territoire de Rutshuru dans le Nord-Kivu lors des législatives de 2018. Le 21 juillet 2020, elle est désignée vice-présidente du Réseau des femmes parlementaires à l'Assemblée nationale,.